# 想像 (专辑)
《想像》是英國歌手約翰·藍儂發行的第二张专辑。此专辑由列侬、小野洋子和菲尔·斯佩克特共同制作，由苹果唱片于1971年9月9日发行。与他首张个人专辑《约翰·列侬/塑胶小野乐团》相比，该专辑的编曲更加复杂精细。该专辑的同名曲目《想象》也成为了约翰·列侬的代表作之一。
列侬于1971年初至年中在阿斯科特录音室、EMI录音室和纽约市的Record Plant录音室录制了这张专辑，参与的乐手包括前披头士乐队成员乔治·哈里森、键盘手尼基·霍普金斯、贝斯手克劳斯·弗尔曼以及鼓手艾伦·怀特和吉姆·凯尔特纳。该专辑的歌词反映了和平、爱情、政治和列侬的原始呐喊疗法经历，同时也体现了他紧张的个人关系，和对昔日老友保罗·麦卡特尼的攻击（如歌曲《How Do You Sleep?》）。录音期间为纪录片拍摄了大量素材，但纪录片最终被取消。在1988年部分被收录进纪录片《Imagine: John Lennon》中。2018年，同样基于这些素材的纪录片《John & Yoko: Above Us Only Sky》发布。
《想象》在评论界和商业上都取得了成功，登顶英国专辑排行榜和美国Billboard 200榜单。同《约翰·列侬/塑胶小野乐团》一样，该专辑也被公认为是列侬最好的个人专辑之一。2012年，该专辑入选《滚石》杂志“史上最伟大的500张专辑”榜单，位列第80位。专辑经历了多次再版，其中2018年的《The Ultimate Collection》是一套六碟装专辑合集，该合集包含此前未发布的Demo录音、罕见的录音室废弃版本、每首曲目的“进化纪录片”（歌曲的创作灵感和过程）、和其他特殊混音版本。

## 创作背景
1971年，在纽约即兴演奏后，列侬邀请乔治·哈里森参与他下一张专辑的录制。随后，哈里森邀请了贝斯手克劳斯·弗尔曼，三人计划在一周后于Ascot Sound Studios录制专辑。

## 录制过程
专辑的正式录音始于1971年5月24日，实际上，《It's So Hard》和《I Don't Want to Be a Soldier》早在1971年2月就已经完成了录制。7月3日，列侬和小野洋子前往纽约，并在不久后完成了《It's So Hard》、《I Don't Want to Be a Soldier》和《How Do You Sleep?》的重新录制。
在录制过程中拍摄的有关创作过程的素材被搁置发布，后来部分被收录进纪录片《Imagine: John Lennon》中。

## 歌词内容
该专辑创作和录制于列侬与前乐队成员保罗·麦卡特尼之间关系极其紧张的时期，此时是披头士解散后的第二年，而麦卡特尼在解散披头士的诉讼中获胜。哈里森参与创作了《Imagine》十首歌曲中的一半，包括《How Do You Sleep?》，这首歌是列侬对麦卡特尼在专辑《Ram》中对他和洋子的所谓人身攻击的回应。1980年，列侬表示：“我借对保罗的怨恨来创作了一首歌……这不是恶意的报复……我借对保罗的怨恨、退出披头士以及与保罗的关系疏远写了《How Do You Sleep?》，而我并不是一直都带着这些想法生活……”
《Imagine》表达了对世界和平的期望，也是列侬的标志性歌曲。多年后，列侬承认小野洋子在歌曲创作过程的参与，并十分后悔当时没有将她列为共同作词人。《Jealous Guy》也经久不衰，这首歌是由1968年披头士在印度创作的《Child of Nature》改编而来，原版《Child of Nature》则收录于《The Beatles: 50th Anniversary Edition》。而列侬接受原始疗法时的经历也促成了《Oh My Love》和《How?》的创作。
《Crippled Inside》和《It's So Hard》展现了列侬对摇滚乐的热爱。在1969年初的《Let It Be》录音期间，《Gimme Some Truth》便已经首次亮相，而在这张专辑中，列侬为该曲目加入了新的桥段。《Imagine》的第一面以政治主题的《I Don't Want to Be a Soldier》嘈杂地结尾。而专辑的最后一首歌是《Oh Yoko!》，EMI曾建议将其作为单曲发行，但列侬认为这首歌过于“流行”而拒绝。

## 封装设计
洋子用宝丽来相机拍摄了该专辑的封面和封底的照片，此前曾被误认为该封面照片是由安迪·沃霍尔拍摄。封底还引用了小野洋子的《Grapefruit》（书籍）中的一句话：“想象云朵在滴水，在你的花园里挖一个洞，把它们放进去。”当时，列侬夫妇也在英国宣传这本书的再版。专辑的最初发行版本还包括一张列侬弹奏钢琴的海报和两张明信片。且不同于大多数苹果唱片标签上常见的绿色苹果图案，该专辑的A面展示的是列侬面部的黑白照片。

## 发行

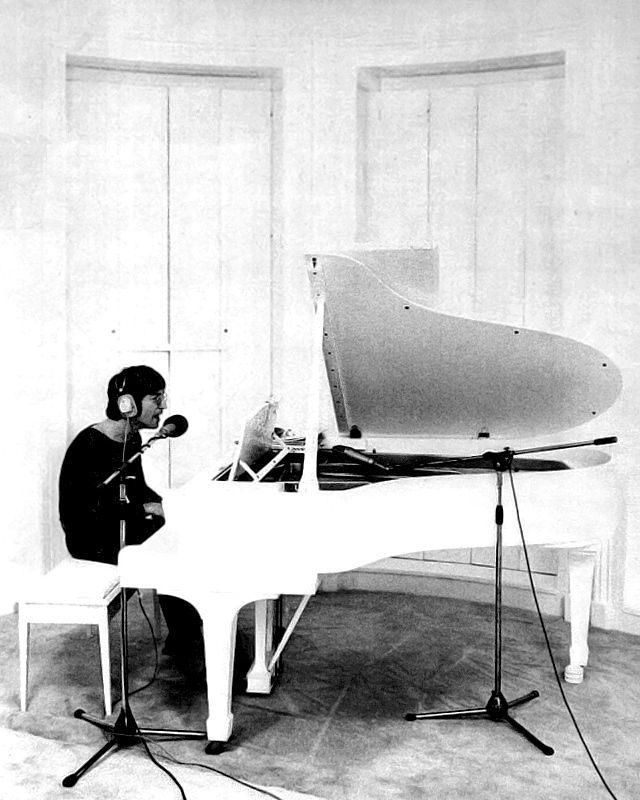
1971 Billboard ad for the album.

该专辑由苹果唱片于1971年9月9日在美国发布，一个月后的10月8日又在英国发布。首批LP唱片版本附带了一张明信片，明信片上有列侬抱着一只猪的照片，以戏仿麦卡特尼在专辑《Ram》封面上的类似姿势。
尽管斯佩克特从1980年代开始推崇“回归单声道”的美学理念，但单声道技术在1970年代已经过时。相反，这张专辑配合了立体声技术和当时新兴的四声道技术发行。在美国，四声道混音版本仅以四声道8轨磁带形式发行，部分标有“Quadrasonic”字样。在英国和澳大利亚，则是以SQ矩阵系统技术发行了LP唱片。在日本，四声道混音的LP唱片则以QS标准矩阵系统技术发行，同时还发行了四声道的开盘录音带版本。
该专辑同名单曲于1971年10月11日在美国发行，A面为《Imagine》，B面为《It's So Hard》。该专辑在登上全球榜首并成为长期畅销作品，其中同名单曲在美国排名第三。直到四年后,《Imagine》才作为单曲与列侬的单曲合集《Shaved Fish》一同在英国发行。

### 宣传影片
1972年，为配合专辑《Imagine》的发行，列侬和小野洋子也发布了一部长达70分钟的电影，影片中有他们在伯克郡的提滕赫斯特庄园以及纽约市的画面。影片包括了专辑中的多首曲目以及一些来自小野洋子1971年专辑《Fly》的额外素材。影片中也出现了多位名人，包括安迪·沃霍尔、弗雷德·阿斯泰尔、杰克·帕兰斯、迪克·卡维特和乔治·哈里森。该片被评论家嘲讽为“史上最昂贵的家庭电影”，并于1972年12月23日在美国电视上首映。

## 评价
对于《Imagine》，乐评人评价不一。《滚石杂志》的Ben Gerson认为它并不如列侬之前的作品，而《新音乐快递》的Alan Smith则称其为“极好”，《Melody Maker》的Roy Hollingworth更是将其评为年度最佳。虽然《Imagine》在商业上取得了巨大成功，但Jon Savage认为该专辑在艺术上不够集中、在主题深度上也略低于《约翰列侬/塑胶小野乐团》。
《Imagine》于2012年入选滚石杂志五百强专辑第80名，在2020年榜单中跌至第223名。

## 影响
列侬后来对这张专辑更具商业化的声音表达了不满，他表示，这首主打歌是“一首反宗教、反民族主义、反传统、反资本主义的歌曲，但因为它有着“温和外表”的粉饰，所以能被大部分人接受”。1971年11月在《Melody Maker》的采访中，麦卡特尼对《Imagine》表示了肯定，认为它比列侬之前的个人专辑富有更少的政治色彩。在该刊的后续版本中，列侬反驳了他的前队友，说：“所以你认为《Imagine》没有政治意味？这就是给像你这样的保守派听的“糖衣包装”的《Working Class Hero》！”并将麦卡特尼的政治立场比作保守传统的玛丽·怀特豪斯。
在列侬去世后，1981年6月15日，EMI将《Imagine》与其他七张列侬的专辑一起作为一套盒装专辑在英国发布。1980年12月，同名单曲的《Imagine》作为列侬的遗作再次成为全球热门歌曲。专辑于1981年重新登上排行榜，在挪威排名第三，英国第五，瑞典第34，美国第63位。2000年，小野洋子监督了《Imagine》的数字修复版的发行。2000年2月，重制和混音版在日本排行榜上达到第11位。2003年，该专辑由Mobile Fidelity Sound Lab以金CD和180克半速母版LP重新发行。列侬在Record Plant重新录音时所用的钢琴也于2007年拍卖出售。
2010年10月，该专辑发布了另一版重制版，并再次进入了Billboard 200排行榜，名列第88位。2010年11月23日，《Imagine》被加入到音游《Rock Band 3》，并很好地利用了游戏中的键盘功能。为纪念专辑发行40周年，在2011年的世界唱片店日，推出了Imainge的180克LP版本，并附带一张名为《Imagine Sessions》的12寸白色LP唱片，其中收录了《John Lennon Anthology》中的曲目。2014年1月，环球音乐将该专辑以高保真Pure Audio Blu-ray格式发行，包含了基于2010年重制版的PCM、DTS HD和Dolby Tru HD音轨。2018年，专辑经过再次混音并以《Imagine: The Ultimate Collection》为专辑名发布。该六碟装的盒装合集，分为四张CD和两张蓝光光盘，其中收录了此前未发布的Demo录音、罕见的录音室废弃版本、独立轨道元素混音版、5.1环绕声混音版以及原始四声道混音版。

## 曲目
除特别标记，所有曲目均由约翰·列侬创作。
| 第一面 | 第一面                                            | 第一面         | 第一面 |
| 曲序   | 曲目                                              | 词曲           | 时长   |
| ------ | ------------------------------------------------- | -------------- | ------ |
| 1.     | Imagine                                           | 列侬、小野洋子 | 3:01   |
| 2.     | Crippled Inside                                   |                | 3:47   |
| 3.     | Jealous Guy                                       |                | 4:14   |
| 4.     | It's So Hard                                      |                | 2:25   |
| 5.     | I Don't Wanna Be a Soldier Mama I Don't Wanna Die |                | 6:05   |

| 第二面   | 第二面            | 第二面         | 第二面 |
| 曲序     | 曲目              | 词曲           | 时长   |
| -------- | ----------------- | -------------- | ------ |
| 6.       | Gimme Some Truth  |                | 3:16   |
| 7.       | Oh My Love        | 列侬、小野洋子 | 2:50   |
| 8.       | How Do You Sleep? |                | 5:36   |
| 9.       | How?              |                | 3:43   |
| 10.      | Oh Yoko!          |                | 4:20   |
| 总时长： | 总时长：          | 总时长：       | 39:29  |

| 2018年Ultimate Mixes版本发行的额外曲目 | 2018年Ultimate Mixes版本发行的额外曲目 | 2018年Ultimate Mixes版本发行的额外曲目 | 2018年Ultimate Mixes版本发行的额外曲目 |
| 曲序                                   | 曲目                                   | 词曲                                   | 时长                                   |
| -------------------------------------- | -------------------------------------- | -------------------------------------- | -------------------------------------- |
| 11.                                    | Power to the People                    |                                        | 3:26                                   |
| 12.                                    | Well… (Baby Please Don't Go)           | 沃尔特·沃德                            | 4:07                                   |
| 13.                                    | God Save Us                            | 列侬、小野洋子                         | 3:15                                   |
| 14.                                    | Do the Oz                              | 列侬、小野洋子                         | 3:12                                   |
| 15.                                    | God Save Oz                            | 列侬、小野洋子                         | 3:31                                   |
| 16.                                    | Happy Xmas (War Is Over)               | 列侬、小野洋子                         |                                        |
| 总时长：                               | 总时长：                               | 总时长：                               | 60:35                                  |

《想象》录音集版本（Imagine Sessions）
| 第一面 | 第一面               | 第一面 | 第一面 |
| 曲序   | 曲目                 | 词曲   | 时长   |
| ------ | -------------------- | ------ | ------ |
| 1.     | Baby Please Don't Go | 沃德   | 4:03   |
| 2.     | Imagine              |        | 2:50   |
| 3.     | How Do You Sleep?    |        | 5:23   |

| 第二面   | 第二面                            | 第二面 |
| 曲序     | 曲目                              | 时长   |
| -------- | --------------------------------- | ------ |
| 4.       | Jealous Guy                       | 4:12   |
| 5.       | Oh My Love                        | 2:56   |
| 6.       | I Don't Want to Be a Soldier Mama | 5:23   |
| 总时长： | 总时长：                          | 25:21  |

## 创作人员
人员信息来源于约翰·布莱尼, 曲目编号则参考专辑的CD和数字版本。

### 乐手
- 约翰·列侬：主唱（所有曲目），钢琴（曲目1, 7, 9），电吉他（曲目2, 4-6, 8, 10），原声吉他（曲目3），口哨（曲目3），口琴（曲目10）
- 乔治·哈里森：Dobro吉他（英语：Dobro）（曲目2），滑音管吉他（曲目5, 6, 8），电吉他（曲目7）
- 泰德·泰纳（英语：Ted Turner (guitarist)）：原声吉他（曲目2, 8）
- 罗德·林顿：原声吉他（曲目2, 6, 8, 10）
- 乔伊·莫兰德（英语：Joey Molland），汤姆·埃文斯（英语：Tom Evans (musician)）：原声吉他（曲目3, 5）（以“乔伊汤姆坏手指乐队”列名）
- 安迪·戴维斯（英语：Andy Davis）：原声吉他（曲目6, 8-10）
- 克劳斯·弗尔曼（英语：Klaus Voormann）：贝斯（除曲目2外），低音提琴（曲目2）
- 史蒂夫·布伦德尔：低音提琴（曲目2），沙铃（曲目5）
- 约翰·图特（英语：Renaissance (band)）：钢琴（曲目2, 8）（被错误列名为“原声吉他”）[38]
- 尼基·霍普金斯（英语：Nicky Hopkins）：拨弦式钢琴（英语：tack piano）（曲目2），钢琴（曲目3, 5, 6, 9, 10），电钢琴（7, 8）
- 金·柯蒂斯（英语：King Curtis）：萨克斯风（曲目4, 5）
- 约翰·巴汉（英语：John Barham）：簧风琴（曲目3），颤音琴（曲目9）
- 迈克·平德（英语：Mike Pinder）：铃鼓（曲目3, 5）
- 菲尔·斯佩克特：和声（曲目10）
- The Flux Fiddlers（纽约爱乐乐团成员）：弦乐（曲目1, 3-5, 8, 9）
- 艾伦·怀特（英语：Alan White (Yes drummer)）：鼓（曲目1, 2, 6, 8-10），颤音琴（曲目3, 5），西藏钹（英语：Tingsha）（曲目7）
- 吉姆·凯尔特纳（英语：Jim Keltner）：鼓（曲目3, 5）
- 吉姆·戈登（英语：Jim Gordon (musician)）：鼓（曲目4）

### 制作人员
- 约翰·列侬：制作人，封面设计[39]
- 小野洋子：制作人，封面摄影
- 菲尔·斯佩克特：制作人
- 杰克·道格拉斯：录音工程师[40][41]

1. ↑  Clayton, Marie. . Parragon Publishing Book. 2003: 383. ISBN 0-7525-8514-2.
2. 1 2 3  Miles, Barry; Badman, Keith (编).  reprint. London: Music Sales Group. 2001. ISBN 978-0-7119-8307-6.
3. ↑  Ebert, Roger. . https://www.rogerebert.com/.   [2024-08-14] （英语）.
4. ↑  The Editors of Rolling Stone, Harrison, Rolling Stone Press/Simon & Schuster (New York, NY, 2002), p. 42.
5. ↑  Brown, Peter; Gaines, Steven. . New York: New American Library. 2002: 351. ISBN 0-451-20735-1.
6. ↑  Perone, James E. . ABC-CLIO. 2012: 143, 1488. ISBN 978-0-313-37907-9.
7. ↑  . john-lennon.com.   [15 December 2007]. （原始内容存档于15 August 2014）.
8. ↑  Miles, Barry. . Random House. 1997: 423. ISBN 978-0-7493-8658-0.
9. ↑  . Classic Rock. 9 September 2016  [8 September 2017]. （原始内容存档于8 September 2017）.
10. ↑  . Greenwood. 2007: 33. ISBN 978-0-275-99180-7.
11. ↑  Yoko Ono. . December 2018  [19 March 2019]. （原始内容存档于9 March 2019）.
12. ↑  Richard Forrest. . 1 January 2019  [19 March 2019]. （原始内容存档于19 October 2020）.
13. ↑  superadmin. . Imagine John Yoko. 2018-12-01  [2024-8-30] （英国英语）.
14. ↑  Clayton 2003, p. 301
15. ↑  Norman, Philip. . New York: HarperCollins. 2008: 672. ISBN 978-0-06-075401-3.
16. ↑  . Quadraphonicquad.com.   [9 September 2011]. （原始内容存档于10 March 2021）.
17. ↑  . Steve Hoffman Music Forums.   [2024-08-29]. （原始内容存档于2024-12-04） （美国英语）.
18. ↑  History.com Editors. . A&E Television Networks. July 18, 2019.
19. ↑  . Connollyco.com.   [9 September 2011]. （原始内容存档于22 May 2011）.
20. ↑  . archive.ph. 2012-09-12  [2024-08-14]. 原始内容存档于2012-09-12.
21. ↑  . www.rocksbackpages.com.   [2024-08-14].
22. ↑  . www.rocksbackpages.com.   [2024-08-14]. （原始内容存档于2016-10-12）.
23. ↑  Stone, Rolling. . Rolling Stone. 2023-12-31  [2024-08-14]. （原始内容存档于2021-03-23） （美国英语）.
24. ↑  Gilmore, Mikal. . Rolling Stone. 5 December 2005  [2 December 2006]. （原始内容存档于13 February 2008）.
25. ↑  . The Beatles Interview Database.   [25 February 2010]. （原始内容存档于11 August 2011）.
26. ↑  Ingham, Chris. . London: Rough Guides/Penguin. 2006: 64–65. ISBN 978-1-84836-525-4.
27. 1 2  Blaney 2005, p. 203
28. ↑  UK EMI JLB8[27]
29. ↑  . VG-lista.   [22 May 2010]. （原始内容存档于2 November 2012）.
30. ↑  . The Official Charts Company.   [22 May 2010]. （原始内容存档于3 April 2015）.
31. ↑  . Sverigetopplistan.   [22 May 2010]. （原始内容存档于24 October 2012）.
32. ↑  . Homepage1.nifty.com.   [21 May 2010]. （原始内容存档于3 November 2016）.
33. ↑  . Oricon Style.
34. ↑  . Rolling Stone. 30 May 2007  [25 February 2010]. （原始内容存档于19 November 2008）.
35. ↑  Side one: "Baby Please Don't Go" (Walter Ward), "Imagine", "How Do You Sleep?" Side two: "Jealous Guy", "Oh My Love" (Lennon–Ono), "I Don't Wanna Be a Soldier".
36. ↑  . 23 August 2018  [26 September 2018]. （原始内容存档于27 September 2018）.
37. ↑  Blaney 2005, pp. 82–90
38. ↑  .   [7 May 2015]. （原始内容存档于18 May 2015）.
39. ↑  . December 2018  [2024-08-29]. （原始内容存档于2019-03-09）.
40. ↑  . AllMusic.   [21 January 2019]. （原始内容存档于2019-04-18）.
41. ↑  . 15 July 2019  [2024-08-30]. （原始内容存档于2024-08-30）.